# Listă de ingineri români

## B
- Titu-Marius Băjenescu
- Petru Bogdan - fondatorul chimiei fizice în România
- Constantin I.C.(Dinu) Brătianu

## C
- Elie Carafoli
- Grigore Cerchez
- Henri Coandă
- Horia Colan
- George Constantinescu
- Gavril Creța

## D
- Nicolae-George Drăgulănescu

## F
- Andrei Filotti

## H
- Vasile Hobjilă

## M
- Gorun Manolescu
- Cristea Mateescu

## N
- Anton Alexandru Necșulea
- Teodor Negoiță
- Costin D. Nenițescu

## O
- Teodor Oniga

## P
- Petrache Poenaru
- Julius Popper
- Radu Prișcu
- Dumitru Prunariu

## S
- Anghel Saligny
- Paul Solacolu

## T
- Aristide Teodorescu
- Constantin C. Teodorescu
- Traian Teodorescu

## V
- Aurel Vlaicu
- Traian Vuia